# Exin Castillos

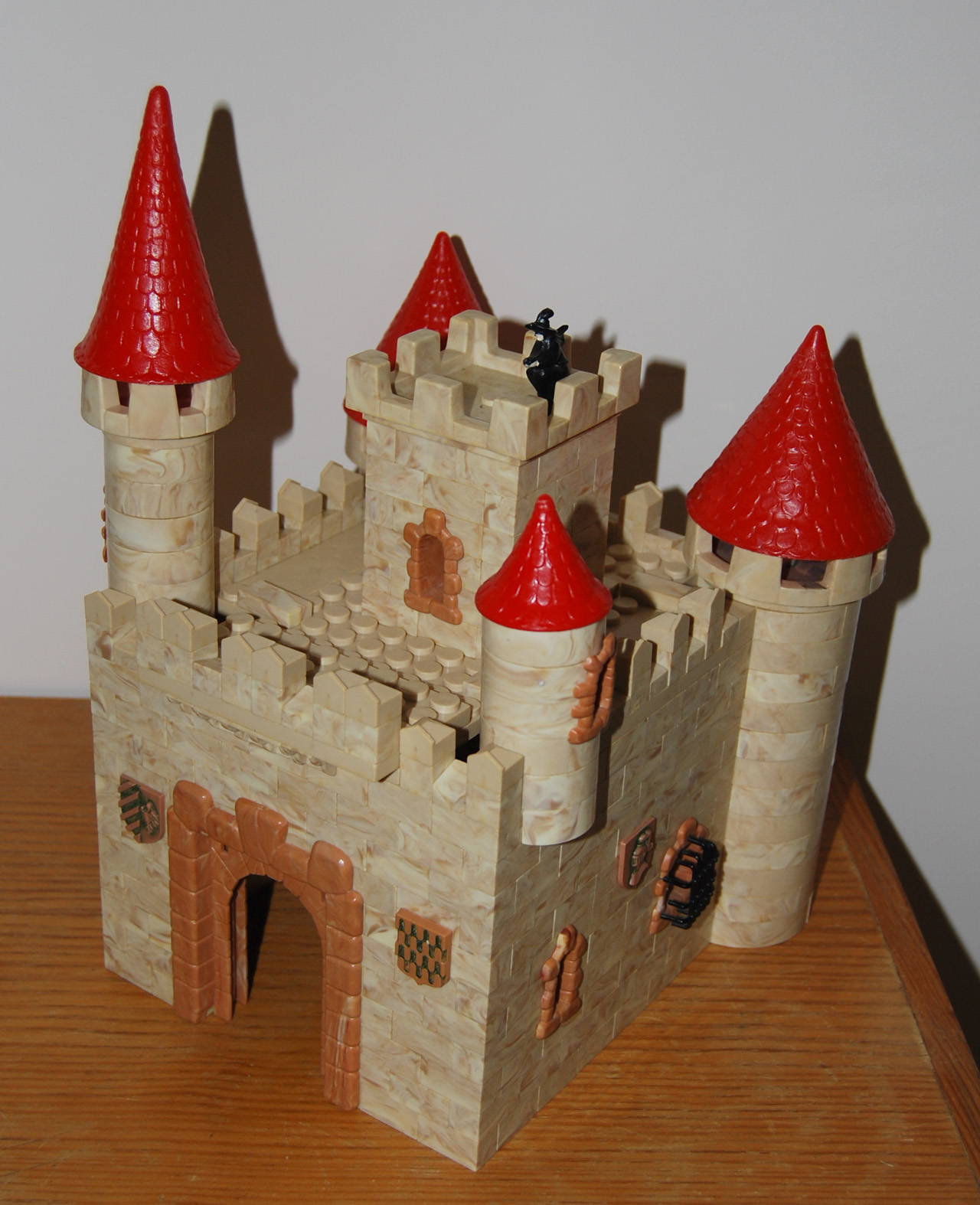
Modelo de Exin Castillos

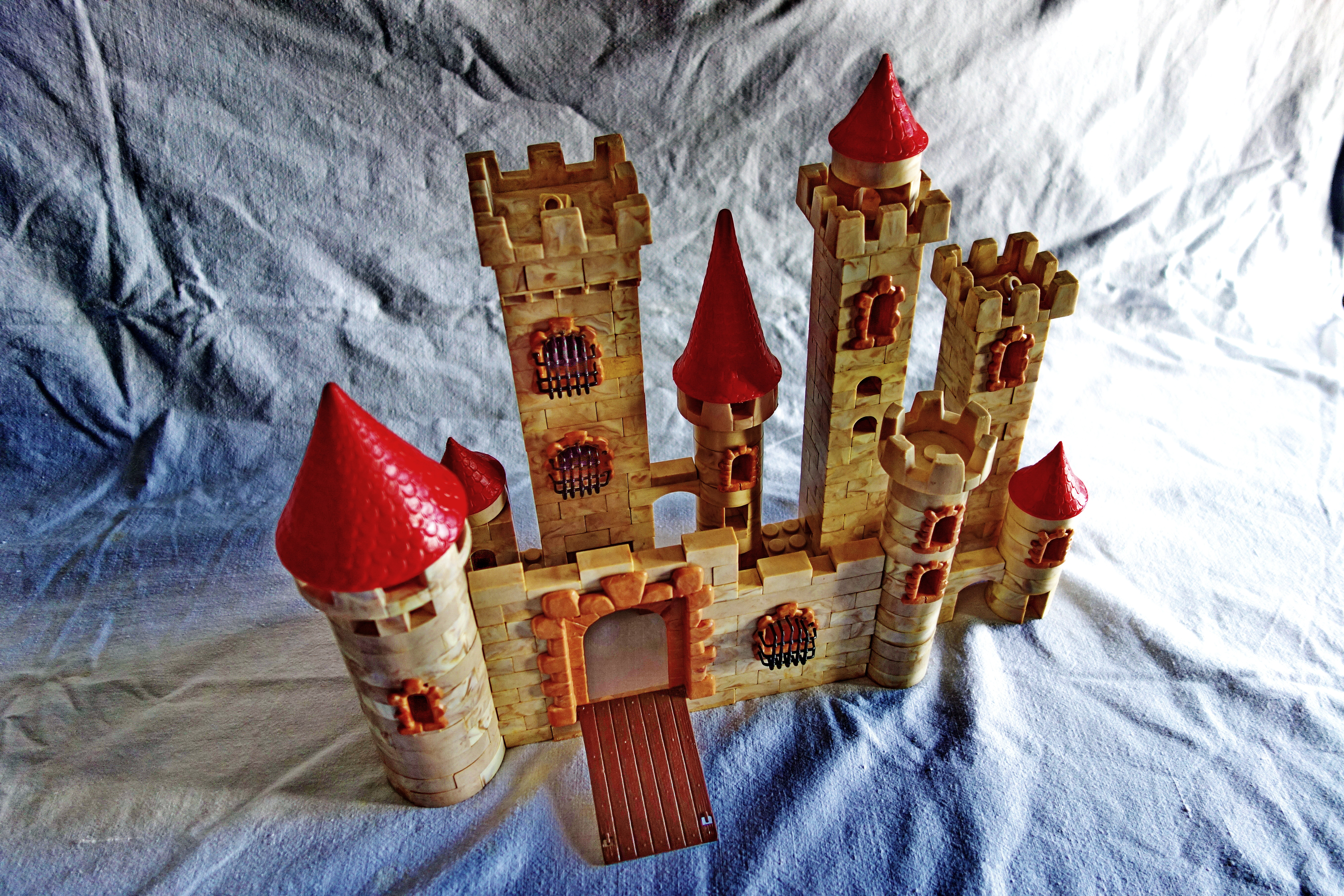
Ejemplo de Exin Castillos

Exin Castillos es un juego de construcción  creado y fabricado por la empresa española EXIN a finales de la década de los 60 (1968) en Molins de Rey (Barcelona, España).

## Historia
La firma Exclusivas Industriales, S.A. (Exin), que hasta finales de los años 60 se dedicaba a la comercialización de pequeños electrodomésticos y piezas de plástico, comenzó a crear juguetes, actividad que sería la única que terminaría realizando. El primer juguete de construcción que fabricó se llamaba Arquitectura Exin. En los años 60 nace Exin Blok y, en el año 1968, Exin Castillos. Este último comienza con dos series, denominadas: serie azul y serie "mini castillos" naranja, la primera con cuatro modelos y la segunda (más económica y de mucho menor tamaño) con tres. Todos los modelos se presentan en empaques de cartón hexagonales, lo que hace tremendamente atractivo el producto. Actualmente siguen siendo muy buscados por coleccionistas.
Exin Castillos alcanza una enorme popularidad en España, México y en otros países. El sistema del juego fue evolucionando con la incorporación de nuevos tipos de piezas.
- La serie azul contó con cuatro modelos: 0, 1, 2 y 3. El número representaba el total de bases de plástico que el modelo incluía, bases que servían como decorado en las que montar los distintos modelos. El modelo 0 no incluía ninguna, el modelo 1 incluía una base y así sucesivamente hasta el modelo 3. La serie comenzó a comercializarse en 1968. En México se llegó a editar un número 4 de la serie azul que tenía más piezas que el modelo 3 pero sus mismas bases.[2]

- La serie naranja, más sencilla, contaba con tres modelos de mini-castillos en los que no existen las bases sobre las que montar los modelos. Se fabricaron tres modelos llamados: P, S y E.
- La serie blanca o Gran Alcázar representó la desaparición de las bases de plástico. Con esta serie surgieron nuevas piezas: portafuegos, antorchas, escaleras y peldaños. La serie contaba con cuatro modelos: X, XI, XII Y XIII, siendo el modelo XIII el primero en fabricarse.
- La serie dorada o Golden estaba compuesta por seis modelos: I, II, III, IV, V y VI. Se podían construir elegantes castillos de estilo centro-europeo. Las piezas son de color gris, los tejados azules y los accesorios y figuras, dorados. Los modelos incluían bases de cartón.
- La serie pitufos contaba con tres modelos: I, II y III, de tamaño creciente. Estaba caracterizada por el alegre y poco realista color de sus piezas. Paredes azules y tejados naranjas y amarillos. Usaba las nuevas piezas aparecidas en la Serie Gran Alcázar. No incluía figuras de pitufos, sólo dibujos de ellos en las cajas.
- La serie Nuevo Exin de 1991 estaba formada por los mismos modelos de la Serie Golden pero en los colores clásicos. Murallas de piedra y tejados rojos. Incluía una figuritas regordetas de estilo infantil.
- La serie Divertyville estaba formada por nueve modelos consistentes en juegos de habilidad, con piezas similares a las de la serie Golden y Nuevo Exin pero en diferentes colores. Las figuras llevaban unos resortes para disparar las bolas y las flechas, además los caballos iban a cuerda para desplazarse.

La empresa Exin cerró sus puertas en 1993. En 1998 la compañía española Popular de Juguetes, S.L reeditó los Exin Castillos. Al igual que Exin, Popular de Juguetes terminó cerrando sus puertas, en 2005. Popular de Juguetes los superó en inventiva, diversidad de modelos y nuevas piezas, sacando hasta un castillo basado en el famoso videojuego La Leyenda de Zelda, aunque la calidad de las piezas y el acabado de las mismas nunca superó al de las originales de Exin.
Recientemente se ha acuñado el término Neo Exin Castillos entre los aficionados para referirse a la evolución de este juguete basada en la incorporación y diseño de nuevas piezas en resina, impresiones en 3D, etc, compatibles con las clásicas ya existentes. Así, se pueden ver recientes construcciones que muestran otra variedad de ventanales, arcos, piezas para torres octogonales, tejados para claustros o patios interiores, columnas, rosetones, ménsulas y un largo etcétera. Dichas piezas son diseñadas a partir de las ya existentes de Exin lines, de modelos de Popular de Juguetes, generalmente de la serie Spiderman, o de nuevo cuño y procedentes del mundo del modelismo.